# Naminoue-gū

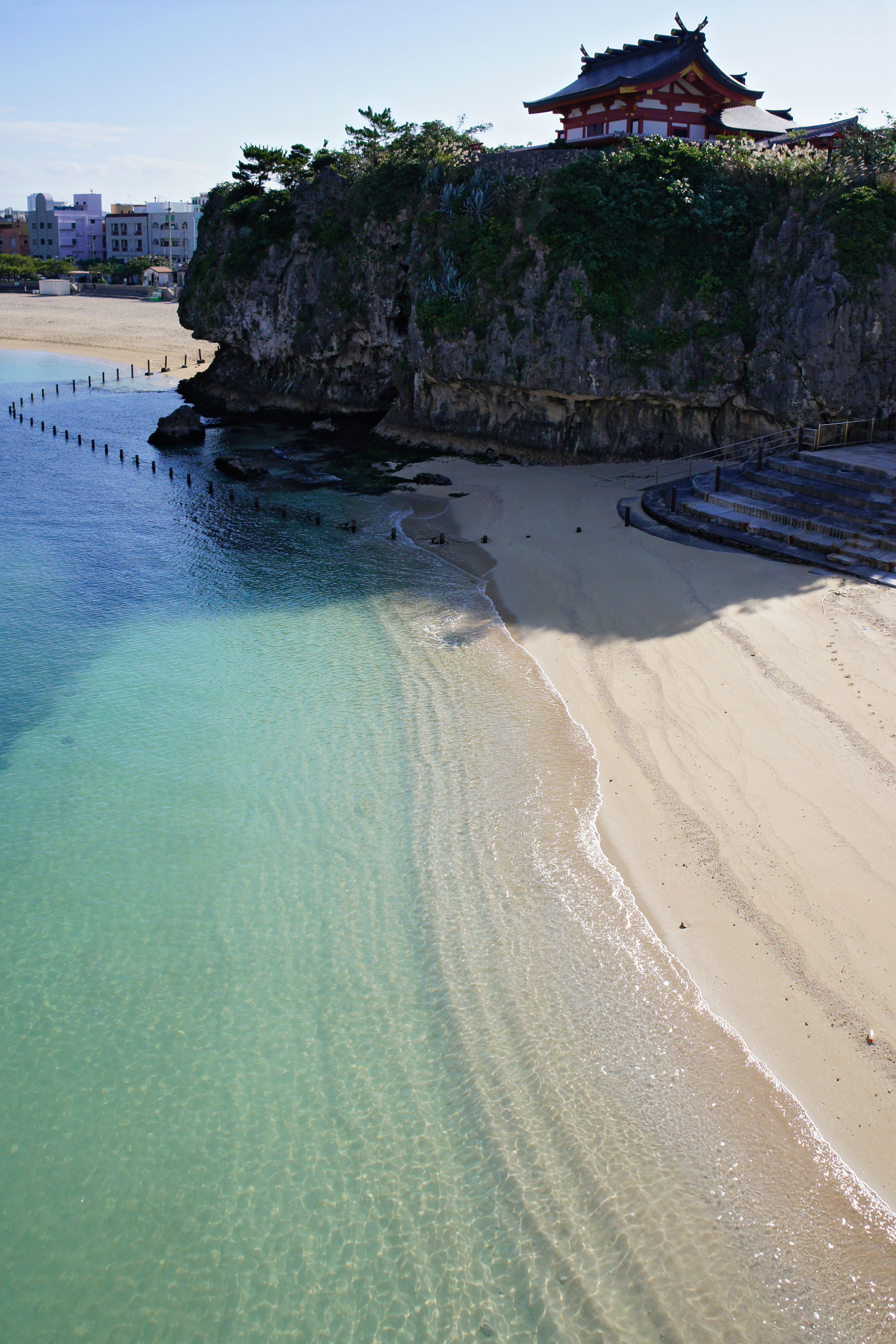
Vue éloignée du sanctuaire.

Le Naminoue-gū (波上宮), littéralement « sanctuaire au-dessus des vagues », est un sanctuaire shinto situé à Naha, sur l'île d'Okinawa au Japon, sanctuaire principal (一の宮, ichi-no-miya) de la préfecture. Il est situé au sommet d'une haute falaise, surplombant la plage de Naminoue et l'océan.
À l'origine espace sacré du shintoïsme ryukyuan en raison de son emplacement et de sa beauté naturelle, il est consacré à Nirai-kanai, la source mythique de toute vie et à la mer. Après avoir été appelé Hana-gusuku et Nanminsan, il est plus tard incorporé dans le système moderne de classement des sanctuaires shinto.

## Histoire
[Traduire passage]

## Galerie

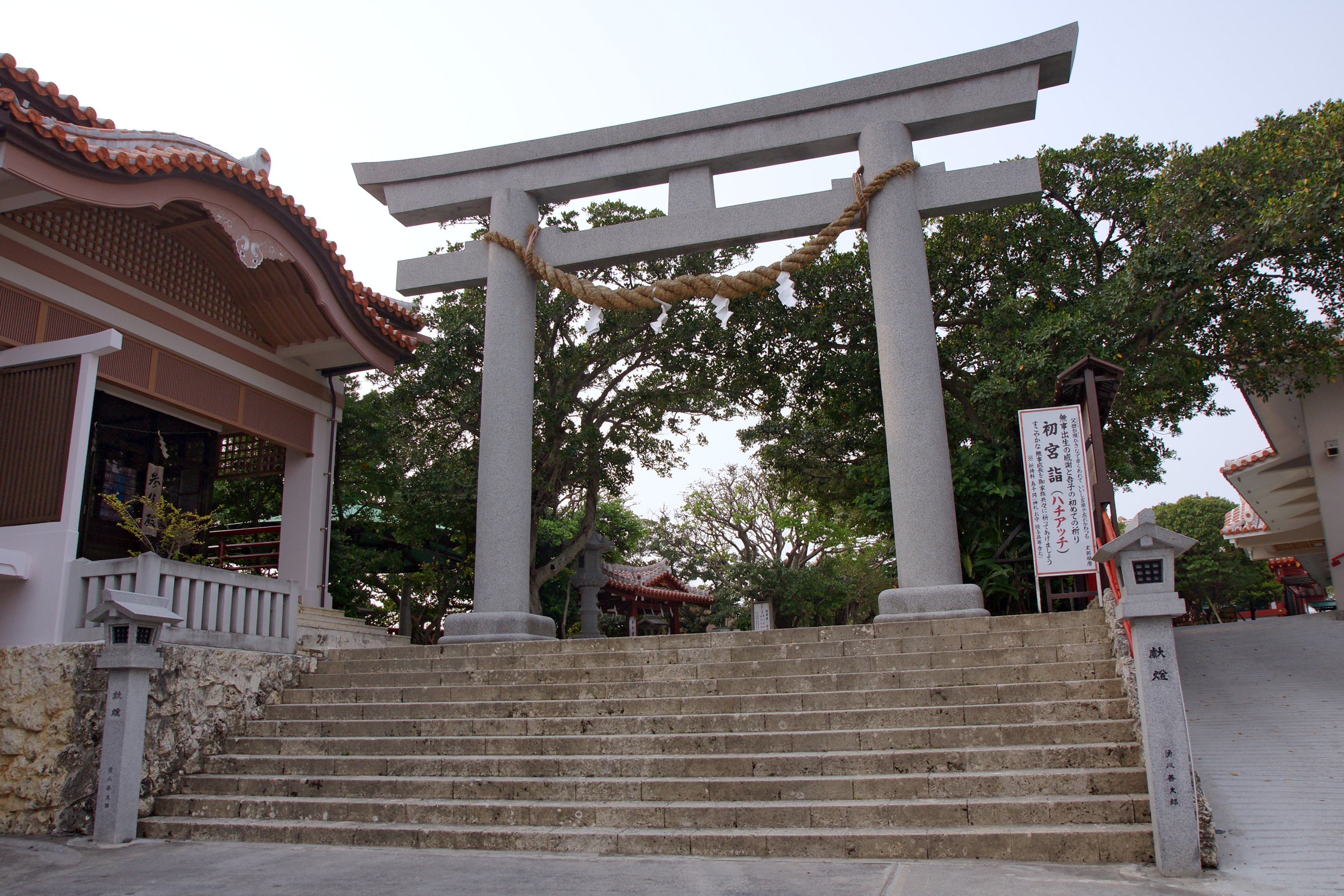
Torii.
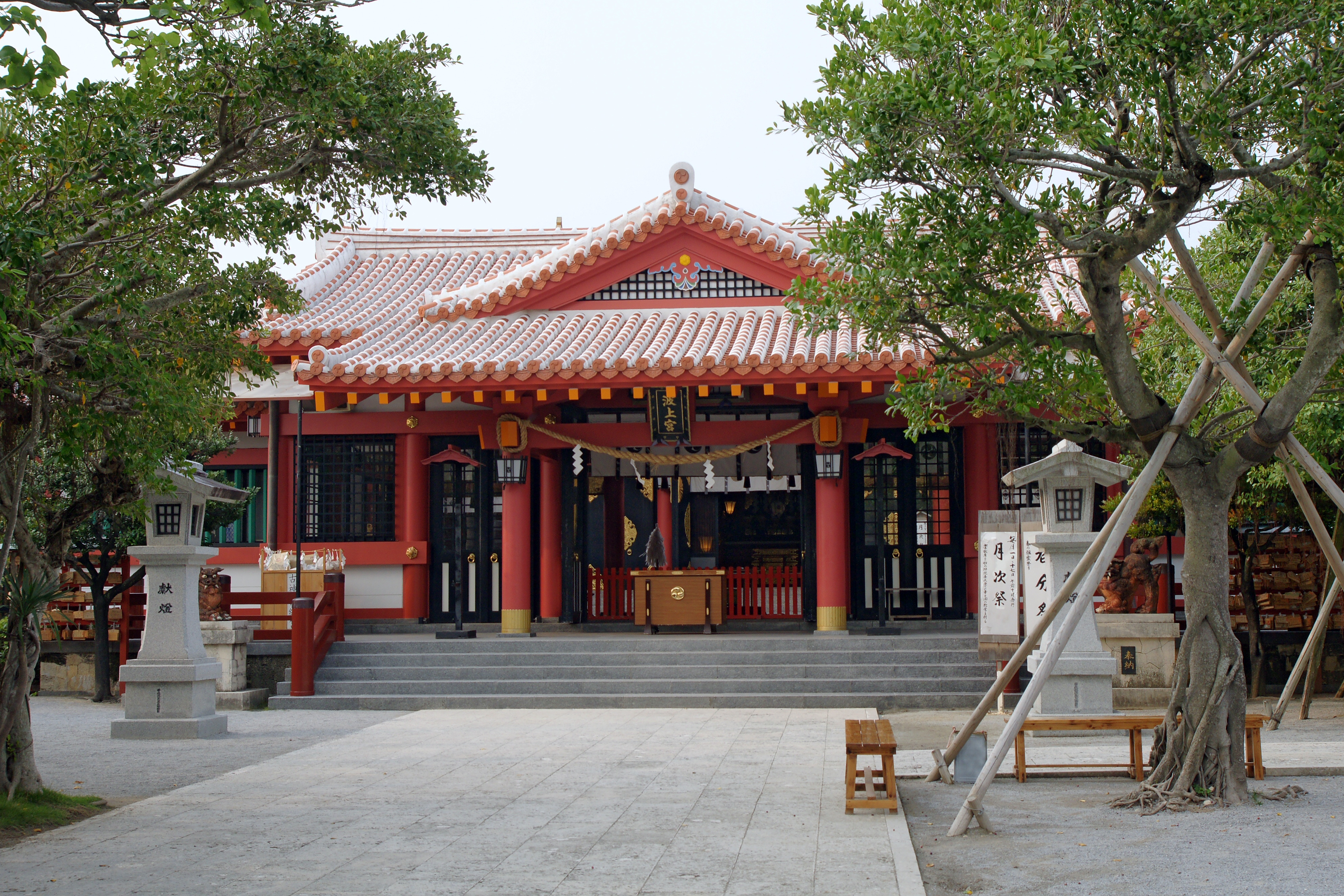
Le haiden, principale salle de prières.
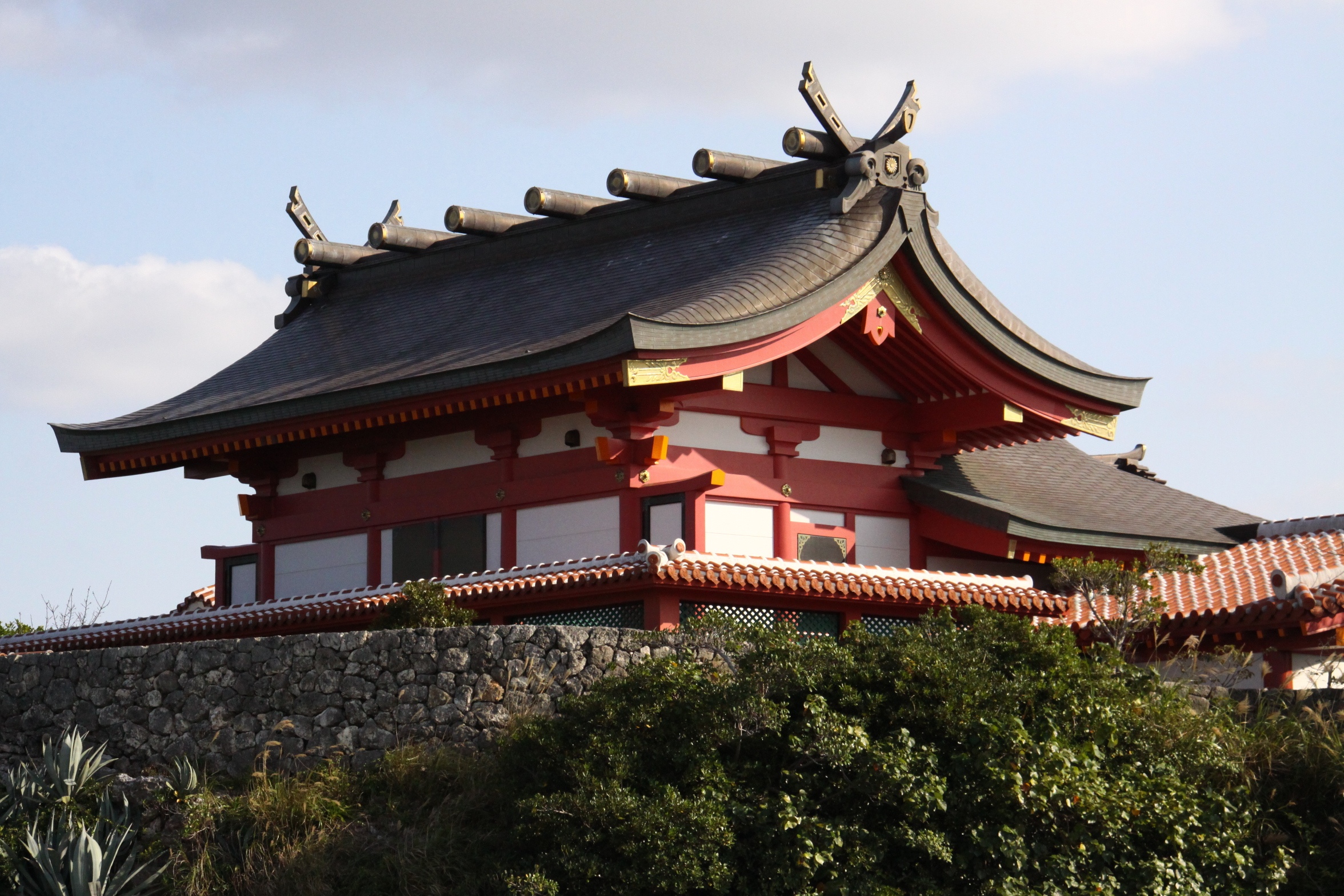
Honden, sanctuaire principal.
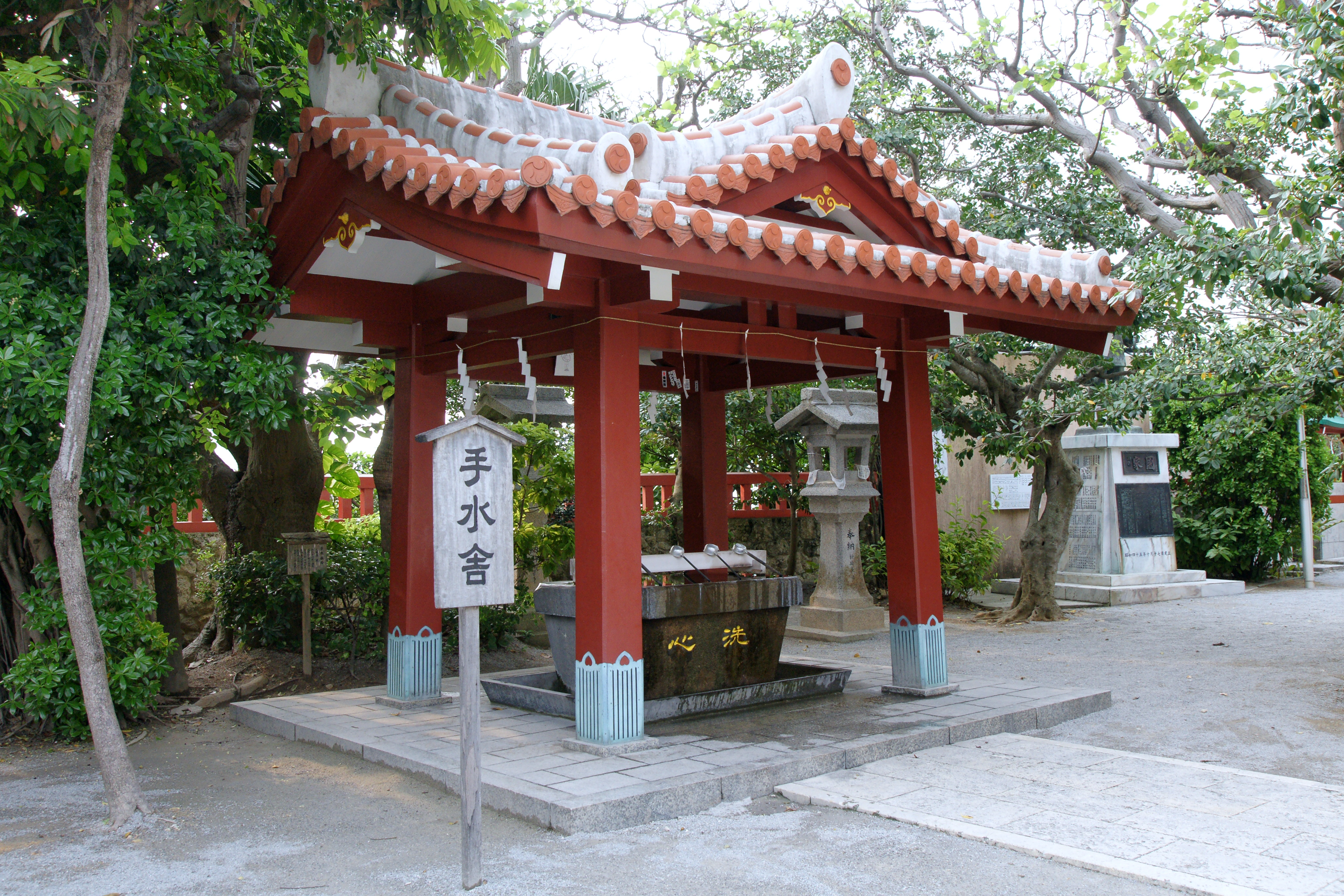
Sha chozu.
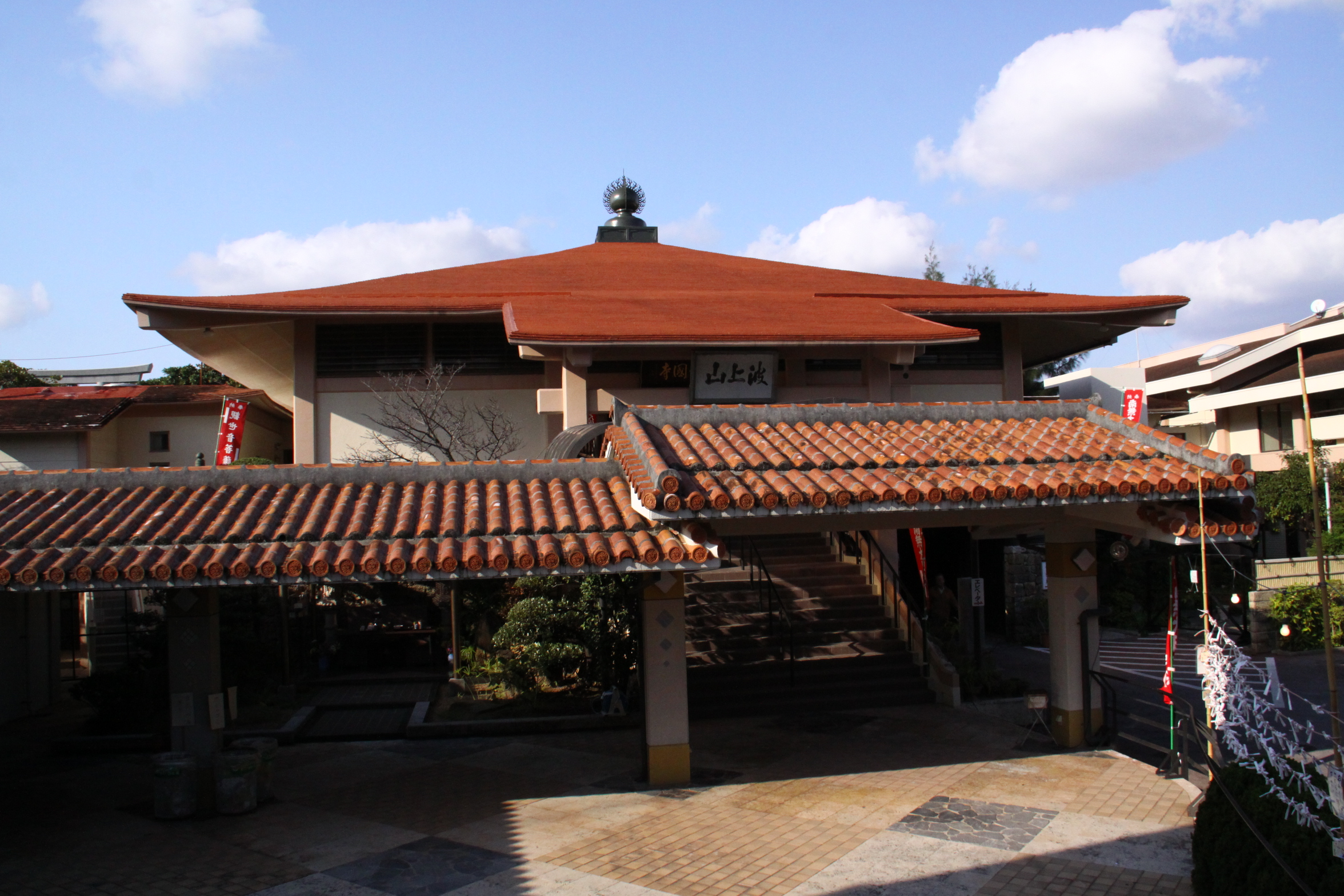
Gokoku-ji.

## Source
- Naminoue-gū ryakki (波上宮略記). Dépliant disponible au sanctuaire.